# احتلام

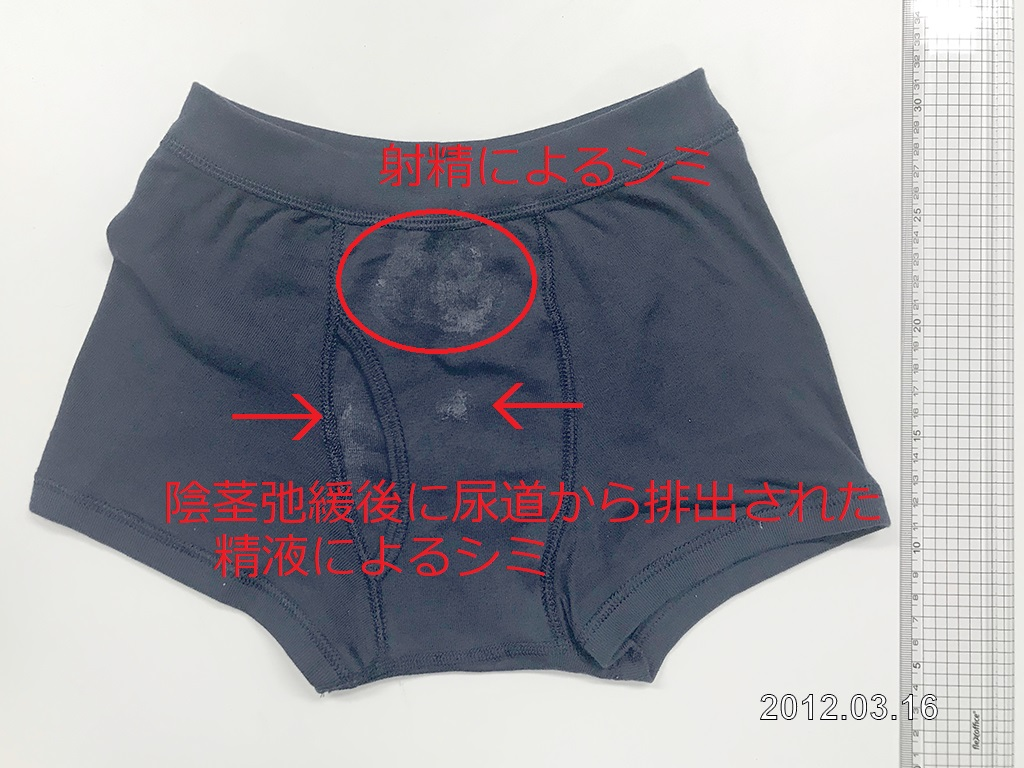

الاحتلام هي ظاهرة تحدث لجميع البشر وتعني خروج المني من الذكور أو إفرازات من الإناث أثناء النوم، وتحدث غالبًا في مرحلة المراهقة وبداية الشباب ولكنه قد يحدث في أي وقت من العمر بعد البلوغ.
وقد يكون الاحتلام مصحوبًا أو غير مصحوب بأحلام جنسية، وهو يحدث غالبًا نتيجة للتعرض لمثيرات جنسية ما.

## نظرة الإسلام للاحتلام
إذا أحس المسلم سواءً أكان رجلًا أو امرأة في النوم أنه احتلم ورأى المَنيّ بعد استيقاظه من النوم في ثوبه أو بدنه، فهذا يعني أن الشخص قد بلغ ويجب عليه الغسل فقد جاء في الحديث الصحيح (أن أم سلمة سألت رسول الله صلى الله عليه وعلى آله وسلم: هل على المرأة من غسل إذا هي احتلمت؟ قال: نعم. إذا رأت الماء (-أي المَنيّ-) ولا خلاف بَين العلماء أن الرجل والمرأة في هذا الحكم سواء، ولكن من رأى في منامه أنه قد احتلم ثم لم يجد منيًّا في بدنه ولا ثيابه فلا يجب عليه الغسل

## العلاج الدوائي
أحيانًا يستمر الاحتلام أشهر وسنوات، مما يرهق الشخص ويسبب له الإحراج، قد يكون لهذا علاقة ببعض أنواع الطعام والشاي مثل الإكثار من شرب الشاي الأصفر يتسبب في الاحتلام.

## التردد
وتيرة الانبعاثات الليلية متغيرة للغاية. بعض الرجال تحدث لهم انبعاثات ليلية كثيراً في فترة المراهقة، حين غيرهم لم تحدث لهم تلك الانبعاثات قط. تشير إحصائات أن 83% من ذكور الولايات المتحدة ستحدث لهم انبعاثات ليلية في فترة ما من حياتهم، وأن تلك النسبة تختلف من بلد للآخر - مثلاً في إندونيسيا 97% من الرجال تحدث لهم قبل بلوغهم 24 عاماً. تردّدات الانبعاثات أسبوعياً في الولايات المتحدة كما تشير تلك الإحصائات كالآتي؛
-عازب بالغ 15 عاماً من عمره - 37%
-عازب بالغ من عمره 40 عاماً 35%
-متزوج بالغ من عمره 19 عاماً - 23%
-متزوج بالغ من عمره 50 عاماً - 15%
وبالنسبة لفئة الذين تحدث لهم تلك الانبعاثات فتردّدها المتوسط ما بين (37%) مرة للعازب البالغ من عمره
خمسة عشر عاماً و(18%)
بعض الرجال لديهم احتلام فقط في سن معينة، والبعض الآخر يكون لهم طوال حياتهم بعد سن البلوغ.
ومدى حدوث الاحتلام لا يرتبط بشكل حصري بمدى ممارسة العادة السرية. وجد الباحث في الأمور الجنسية ألفريد كينسي أنه هناك بعض الارتباط بين ترددات الاستمناء وترددات الأحلام الليلية. وبصفة عامة الذكور الذين يكون عندهم الاستحلام أكثر ربما لكونه يمارس العادة السرية بشكل أقل من غيرهم وبعضهم أكد انه قليلا ما يستمني، ولكنه من المحتمل أيضا أن العكس هو الصحيح، أي أنهم لايستمنون لأن الانبعاثات الليلية -الاستحلام- تحدث لهم بشكل متكرر.
أحد العوامل التي يمكن أن تؤثر على عدد الانبعاثات للإنسان هو ما إذا كانوا يتعاطون هرمون تستوستيرون الموجودة ببعض العقاقير.في دراسة أجريت عام 1998، علي عدد من الأولاد أظهرت الدراسة حدوث زيادة كبيرة في عدد مرات الاحتلام عند العلاج بالهرمون من من 17% إلى 90% من الذين اجريت الدراسة عليهم.
خلال فترة البلوغ، و13% من الذكور جرّب القذف لأول مرة نتيجة لانبعاث ليلية. [8] كينزي وجدت أن الذكور التي تعاني من القذف لأول مرة من خلال الانبعاثات ليلية كانت أقدم من تلك التي تعاني من القذف لأول مرة عن طريق الاستمناء. أثناء سن البلوغ، و13% من الذكور جرّب القذف الأول لهم نتيجة لانبعاث ليلي. [8] وتشير الدراسة إلى أن تأخر مثل هذا القذف first الناجمة عن الانبعاثات ليلية في السنة أو أكثر من ما كان من الممكن للذكور تنمويا من خلال التحفيز المادي. [9]
علي الرغم من العلاجات المزعومة للمساعدة في منع أو تقليل الانبعاثات ليلية متاحة في وفرة، لم يعرف أن أيا كان قد خضع لتجربة أي نوع من الدقيق أو عملية الموافقة علي مثل تلك المطلوبة من قبل إدارة الغذاء والدواء. وهناك مجموعة متنوعة ضخمة من «العلاجات المنزلية» دون أي أساس علمي. مثل السقطات، وعلاوة علي ذلك، لأنه يسبب ضرر مادي يثبت (ما وراء إزعاج تنظيف المني مقذوف) من قبل هذا الحدث، وليس من أي أعراض المشكلة الأساسية، ويعتبر عموما من الأفضل عدم الخضوع لأي نوع من العلاج. يعتبر عموما غير مستحسنة للخضوع لأي نوع من العلاج.
لم تكن مثل هذه التحليلات المفضلة للاحتلام الإناث وجدت لدى النساء.
ويمكن أيضا أن تحدث هزات عفوية أثناء ساعات اليقظة في كلا الجنسين. هزات الجماع العفوي يمكن أيضا أن تحدث أثناء ساعات اليقظة في كلا الجنسين.